# Hermann Aellen
Hermann Aellen (* 24. Mai 1887 in Oberbalm; † 26. September 1939 in Minusio; Pseudonym: Helveticus) war ein Schweizer Schriftsteller und Journalist.

## Leben
Er absolvierte das Technikum in Biel und studierte dann Geschichte und Literatur in Bern. 1908–11 war er Redaktor am "Oberländer Tagblatt" in Thun, 1911–12 am "Brugger Tagblatt", 1913 an der "Tessiner Zeitung" in Locarno, 1915–19 als Nachfolger Rudolf von Tavels beim "Berner Tagblatt", 1921 Gründer und bis 1923 bzw. 1935–39 Redaktor der "Südschweiz", ab 1929 auch Feuilletonredaktor der "Neuen Berner Zeitung". 1912 war einer der Mitbegründer des Schweizerischen Schriftsteller-Vereins, Herausgeber des "Schweizer Schriftstellerlexikons" (1918) und des "Schweizerischen Zeitgenossen-Lexikons" (1920–23).
Aellens literarisches Werk, das von Heinrich Federer beeinflusst wurde, behandelt „nationale Stoffe in Geschichte … und Gegenwart … und ist geprägt von romantischer Fortschrittskritik … und Sehnsucht nach dem Süden“.

## Werke (Auswahl)
- Heinrich Federer, zu seinem 50. Geburtstag (7. Oktober 1916). Eugen Salzer Verlag, Heilbronn 1916.
- Die zu Luggarus. Tagebuchblätter einer Tat. Schweizer Heimatkunst-Verlag, Weinfelden/Leipzig 1918.
- Die Lawine von Gurin. Roman. Wila Verlags AG, Wien 1923.
- Biblische Gestalten. Buchschmuck von Irma Schreiber. Schweizer Bergland-Verlag, Chur 1928.
- Rote und weisse Kamelien: Tessiner Novelletten. Schweizer Bergland-Verlag, Chur 1929.
- (Hrsg.) Schweizerisches Zeitgenossen-Lexikon. Lexique suisse des Contemporains. Lessico svizzero dei Contemporanei. Gotthelf-Verlag, Bern/Leipzig o. J. (1932).